# Pierre Baillot
Pierre Marie François de Sales Baillot (Passy, 1º ottobre 1771 – Parigi, 15 settembre 1842) è stato un violinista e compositore francese.

## Biografia
Fanciullo prodigio, raccolse i primi successi a soli dieci anni, in Francia e in Italia. Il fiorentino Polidori gli diede i primi rudimenti culturali; studiò poi con Sainte Mariein a Roma e fu allievo di Pietro Nardini.
A 20 anni approdò a Parigi, dove conobbe Giovanni Battista Viotti. Fu per lui un avvenimento importante. Con Viotti si perfezionò, e poco dopo venne scritturato come primo violino al Teatro Feydeu. Sempre a Parigi studiò composizione con Luigi Cherubini; nel 1795 fu nominato insegnante di violino nel Conservatorio di Parigi. Diede lezioni di violino a Felix e Fanny Mendelssohn.
Con Napoleone lo troviamo solista all'Opéra Garnier, dal 1821 al 1825. Tenne con successo concerti in Russia e in Svizzera.

## Composizioni
- 9 concerti per violino e orchestra
- Sinfonia concertante per due violini e orchestra, op. 38
- 3 Quartetti op. 34
- 12 Trii per due violini e basso
- Duetti per due violini op. 8 - 16
- Sonata per violino e pianoforte op. 32
- Notturni per violino e pianoforte op. 35
- 25 arie variate per violino e orchestra
- 12 capricci per violino solo op. 2
- 24 studi per due violini (opera postuma)

## Opere didattiche
- Metodo per violino in collaborazione con Pierre Rode e Rodolphe Kreutzer
- Metodo per violoncello in collaborazione con Levasseur, Catel e Baudiot.

## Opere scritte
- Notice sur Gréty (1814)
- Notice sur Viotti (1825)